# Фабри, Жан Батист Жермен
Жан Батист Жермен Фабри (фр. Jean-Baptiste-Germain Fabry, 1780—1821) — французский писатель.
Его труды (религиозно-роялистского направления): «La régence à Blois ou les derniers moments du guvernement imperial» (1814); «Mémoires pour servir à l’histoire de l'évènement de 1815» (1816); «Le génie de la Révolution considéré dans l'éducation» (1817—1818) и др.